# Liste des maires de Laragne-Montéglin
Cet article dresse une liste par ordre de mandat des maires de Laragne-Montéglin.

## Listes des maires

### Liste des maires de Laragne
| Période                                  | Période | Identité                       | Étiquette | Qualité                                     |
| ---------------------------------------- | ------- | ------------------------------ | --------- | ------------------------------------------- |
| Les données manquantes sont à compléter. |         |                                |           |                                             |
| 1792                                     | 1795    | Étienne Caillet                |           |                                             |
| 1795                                     | 1798    | Antoine Bontoux                |           | Agent municipal à la municipalité de canton |
| 1798                                     | 1799    | Ennemont Guillet               |           |                                             |
| 1799                                     | 1808    | Alexandre Provensal            |           |                                             |
| 1808                                     | 1830    | Étienne Caillet                |           | Fils du maire de 1792                       |
| 1830                                     | 1832    | Jean-François Pascal Provensal |           |                                             |
| 1832                                     | 1833    | Auguste Truphème               |           |                                             |
| 1833                                     | 1842    | Jean-Joseph Auguste Bertrand   |           |                                             |
| 1842                                     | 1851    | François Amat                  |           |                                             |
| 1851                                     | 1866    | Joseph Bouteron                |           |                                             |
| 1866                                     | 1871    | Balthazar Truphème             |           |                                             |
| 1871                                     | 1882    | Daniel Hyppolyte Provensal     |           |                                             |
| 1882                                     | 1888    | Fidèle Chabrand                |           |                                             |
| 1888                                     | 1901    | Isidore Abel                   |           |                                             |
| 1901                                     | 1908    | Daniel Hyppolyte Provensal     |           |                                             |
| 1908                                     | 1914    | Félix Abel                     |           |                                             |
| 1914                                     | 1917    | Célestin Truphème              |           | Maire par intérim                           |
| 1917                                     | 1919    | Louis Abel                     |           |                                             |
| 10 octobre 1919                          | 1923    | Léon Mazan                     |           | Cultivateur                                 |
| 1923                                     | 1929    | Gustave Lieutier               |           | Agriculteur                                 |
| 1929                                     |         | Albert Reybaud                 |           | Industriel                                  |
| 1935                                     | 1939    | Paul Francou                   |           | Cultivateur                                 |
| 1939                                     | 1940    | Adrien Lesbros                 |           | Sans profession                             |
| 1940                                     | 1943    | René Provensal                 |           | Président de la délégation spéciale         |
| 1943                                     | 1944    | Joseph Bertrand                |           | Président de la délégation spéciale         |
| 1944                                     | 1949    | Arthur Audibert                | SFIO      | Industriel                                  |

### Liste des maires de Montéglin
| Période                                  | Période | Identité                 | Étiquette | Qualité |
| ---------------------------------------- | ------- | ------------------------ | --------- | ------- |
| Les données manquantes sont à compléter. |         |                          |           |         |
| 1792                                     | 1795    | Joseph Long              |           |         |
| 1795                                     | 1796    | Jacques Truphème         |           |         |
| 1796                                     | 1800    | Jean-Joseph Barniaud     |           |         |
| 1800                                     | 1802    | Jean-François Abrachy    |           |         |
| 1802                                     |         | Jean-François Long       |           |         |
| 1819                                     |         | Joseph Aguillon          |           |         |
| 1837                                     |         | Jean-François Long       |           |         |
| 1871                                     |         | Hugues Bénomi            |           |         |
| 1876                                     |         | François, André Truphème |           |         |
| 1901                                     |         | Louis Eysseric           |           |         |
| 1904                                     |         | Hugues Prosper           |           |         |
| 1908                                     |         | Paul Lieutier            |           |         |
| 1912                                     |         | Louis Eysseric           |           |         |
| 1929                                     |         | Jean Guillaume           |           |         |
| 1938                                     |         | Félix Armand             |           |         |
| 1944                                     |         | François Rougny          |           |         |
| 1947                                     | 1949    | Léon Truphème            |           |         |

### Liste des maires de Laragne-Montéglin
| Période      | Période              | Identité           | Étiquette    | Qualité |
| ------------ | -------------------- | ------------------ | ------------ | --- |
| 1949         | mai 1973 (démission) | Arthur Audibert    | SFIO puis PS | Industriel Conseiller général de Laragne-Montéglin (1951 → 1976) |
| mai 1973     | mars 1989            | Marcel Rostain     | PS           | Sous-directeur de CES Conseiller général de Laragne-Montéglin (1976 → 1982) Construit le foyer Soleil |
| mars 1989    | 21 juin 1991         | Pierre Bini        | RPR          | Carrossier, ancien footballeur Conseiller général de Laragne-Montéglin (1982 → 1991) Vice-président du conseil général Conseiller régional Décédé en fonction                                                                                    |
| 6 août 1991  | mars 2008            | Henriette Martinez | RPR puis UMP | Professeur d'italien Députée des Hautes-Alpes (1re circ.) (1993 → 1997 et 2002 → 2012) Conseillère générale de Laragne-Montéglin (1991 → 2001) Conseillère régionale (1992 → 1993 et 1998 → 2004) Présidente de la CC du Laragnais (1995 → 2008) |
| mars 2008    | mars 2014            | Auguste Truphème   | DVG          | Retraité de l'agriculture, ancien commerçant Conseiller général de Laragne-Montéglin (2001 → 2015) Président du conseil général (2004 → 2008) Président de la CC du Laragnais (2008 → 2014)                                                      |
| mars 2014    | octobre 2018         | Henriette Martinez | UMP puis LR  | Professeur d'italien Présidente de la CC du Laragnais, (2014 → 2016) Vice-présidente de la CC du Sisteronais Buëch (2017 → 2018) Démissionnaire                                                                                                  |
| octobre 2018 | En cours             | Jean-Marc Duprat   | DVD          | Chirurgien-dentiste, ancien premier adjoint Vice-président de la CC du Sisteronais Buëch (2018 → ) Réélu pour le mandat 2020-2026 |